# Rio Vermelho (rio de Santa Catarina)
O rio Vermelho é um curso de água do estado de Santa Catarina. 
É um pequeno rio mas que tem sua importância no contexto da ilha de Santa Catarina por dar nome à localidade de São João do Rio Vermelho, ao nordeste da ilha. Desagua na lagoa da Conceição.